# Dali & Cocky Prince
Dali & Cocky Prince (coréen: 달리와 감자탕) est une série télévisée sud-coréenne diffusée en 2021 sur KBS.

## Résumé
Kim Dali, jeune chercheuse pétillante et brillante, travaille pour le musée Saint-Müller aux Pays-Bas.
À la mort de son père, son monde s'écroule. Dali doit non seulement rentrer en Corée du Sud mais aussi prendre la relève de son père : désormais, elle va devoir gérer le musée d'art familial. Or, le musée Cheong-song s'avère en grandes difficultés financières, l'établissement prestigieux d'autrefois tombe en ruines.
Horrifiée, elle découvre que Jin Moo-hak, le directeur d'une grande entreprise alimentaire, est l'un des principaux créanciers du musée ! Or, elle a déjà eu affaire à Moo-hak par le passé et on ne peut pas dire que la rencontre ait été des plus heureuses...
Moo-hak, bien décidé à récupérer son investissement, entreprend d'aider Dali à sauver le Cheong-song.
Mais plus le temps passe, plus le jeune homme remet en question son implication au musée. Et si l'argent n'était pas la seule motivation qui le poussait à rester aux côtés de Dali ?

## Distribution

### Acteurs principaux
- Park Gyu-young : Kim Dali. Chercheuse du musée Saint-Müller, issue d'une grande famille d'intellectuels, elle deviendra plus tard la directrice du musée d'art Cheong-song. Elle excelle dans divers domaines tels que l'Art, l'Histoire, la philosophie ou encore la religion. Elle parle couramment sept langues dont l'anglais, le japonais, le chinois, le français et l'espagnol. Elle est en revanche totalement réfractaire aux tâches ménagères et à la cuisine.

- Kim Min-jae : Jin Moo-hak. Il est le directeur de Dondon F&B. La famille Jin a transformé un petit restaurant traditionnel en une société alimentaire mondiale qui compte désormais plus de 400 magasins franchisés. C'est un excellent orateur, un commercial hors-pair et un financier aguerri mais il n'a ni culture ni la moindre éducation.
- Kwon Yul : Jang Tae-jin. Premier amour de Dali, il gère l'équipe de planification et de coordination de Century Group.
- Hwang Hee : Joo Won-tak. Détective chargé d'enquêter sur les crimes violents, il a jadis été soutenu par le père de Dali.
- Yeonwoo : Ahn Chak-hee. Jeune galeriste et fille d'un membre de l'Assemblée nationale.

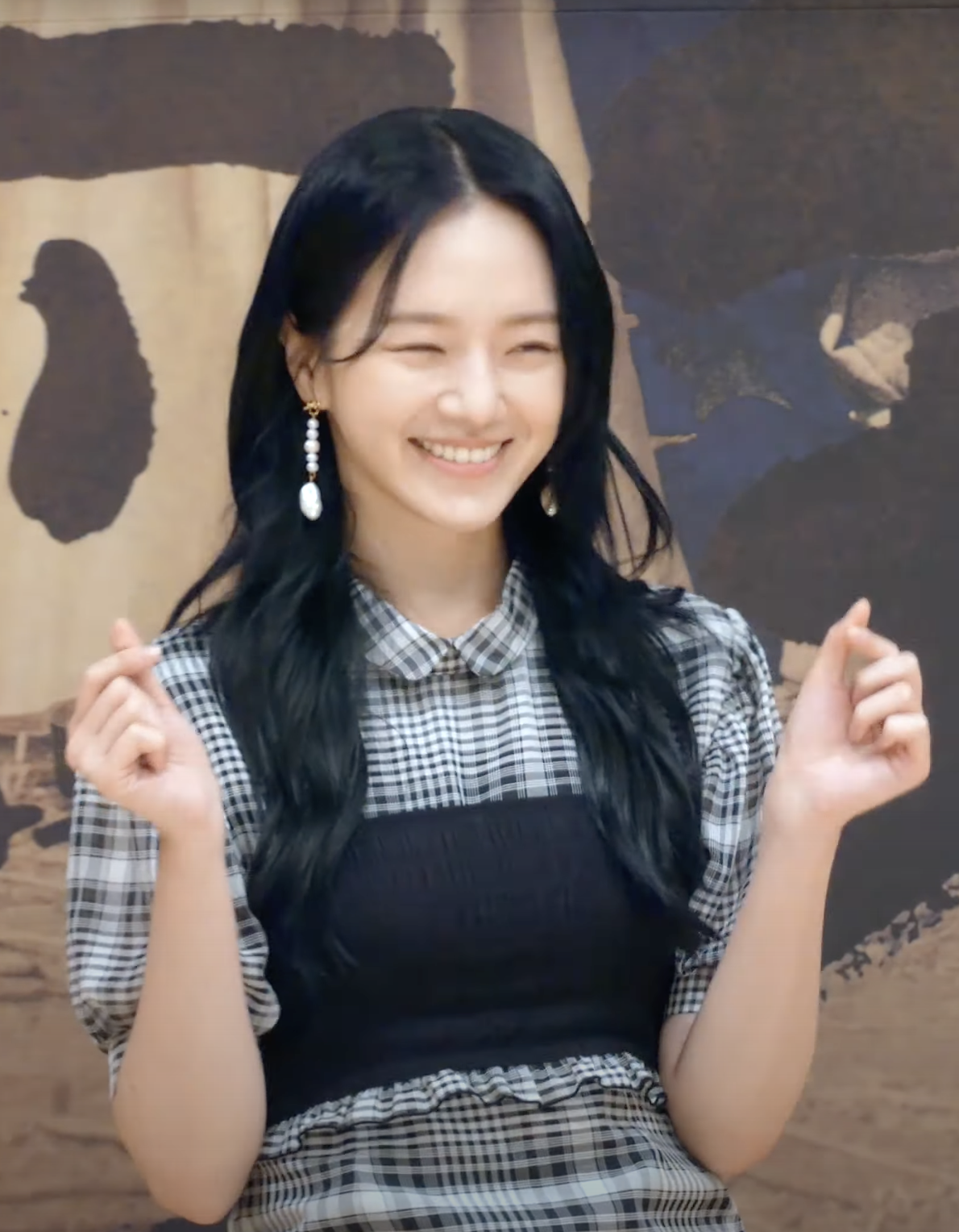
Park Gyu-young dans le rôle de l'héroïne Kim Dali.
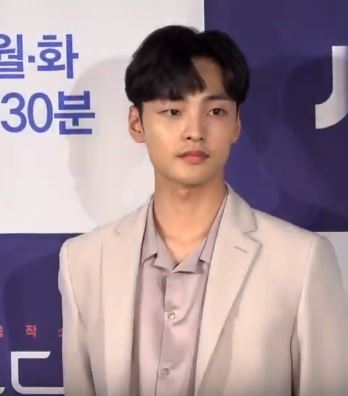
Kim Min-jae dans le rôle masculin principal de Jin Moo-hak
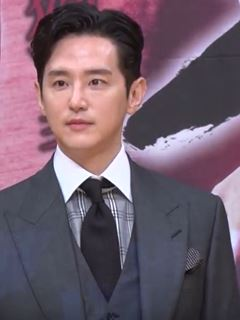
Kwon Yul est Jang Tae-jin, le premier amour de Dali.
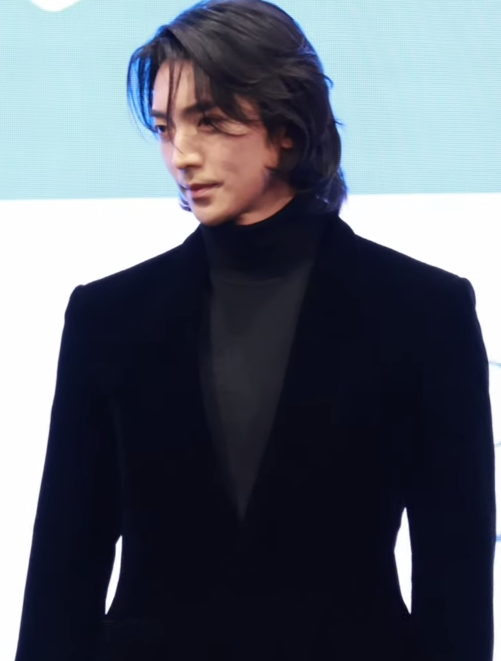
Hwang Hee campe le détective Joo Won-tak.
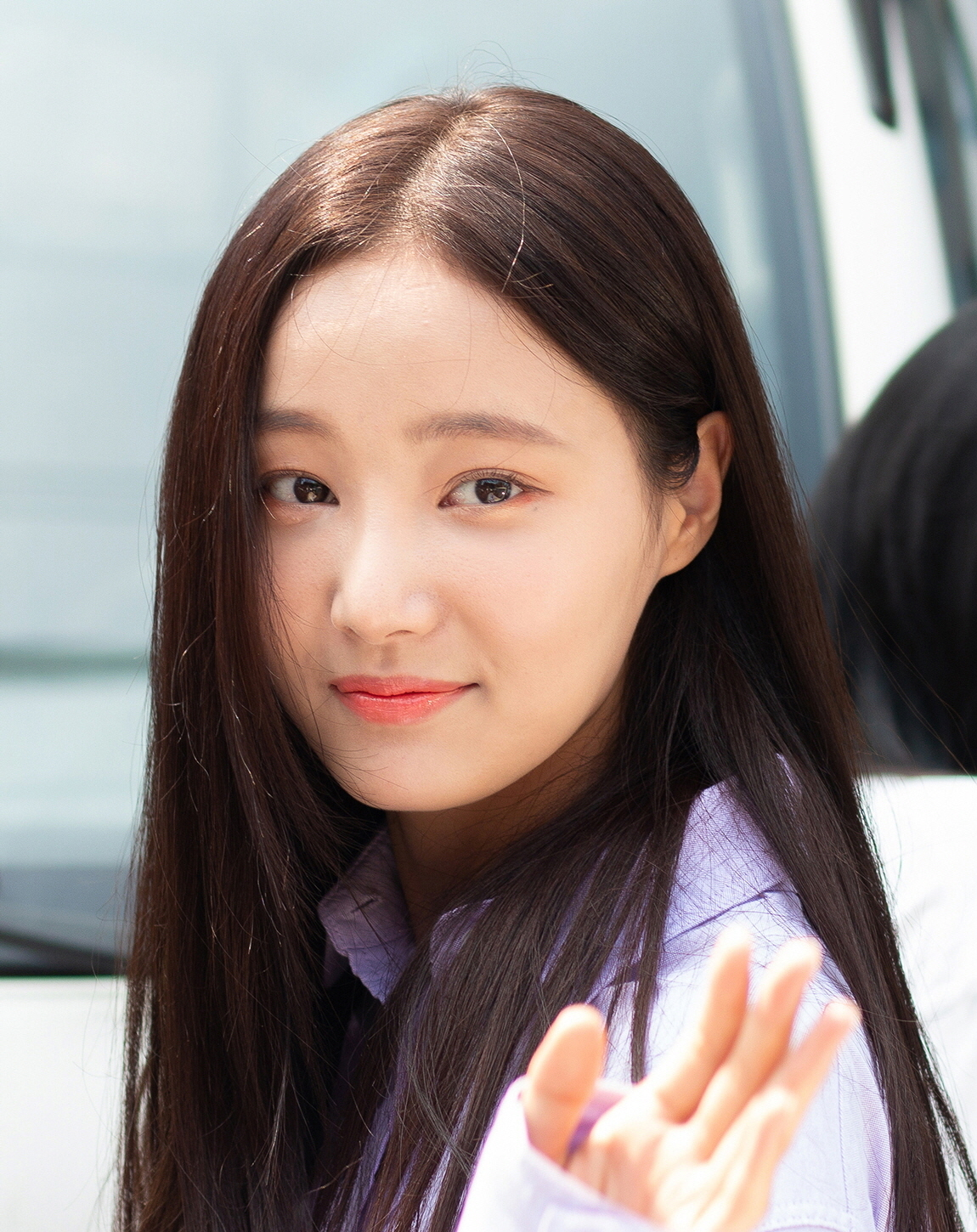
Yeonwoo incarne la jeune galeriste Ahn Chak-hee.

### Personnages secondaires

#### Au musée d'art Cheong-song
- Jang Gwang : Kim Nak-cheon, père de Dali et directeur.
- Woo Hee-jin : Song Sa-bong, conservateur.
- Ahn Se-ha : Han Byung-se, conservateur en chef.
- Yoo Hyung-gwan : Hwang Gi-dong, ingénieur du département de gestion des installations.
- Song Ji-wo : Na Gong-joo, stagiaire.
- Lee Jae-woo : Kim Si-hyung, neveu de Nak-cheon.

#### Chez Dondon F&B
- Ahn Gil-kang : Jin Baek-won, père de Moo-hak et président de Dondon F&B.
- Seo Jeong-yeon : So Geum-ja, belle-mère de Moo-hak et épouse de Baek-won.
- Lee Je-yeon : Jin Ki-cheol, demi-frère de Moo-hak et chef du département de planification de Dondon F&B.
- Hwang Bo-ra : Yeo Mi-ri, secrétaire de Moo-hak.

### Invités
- Hong Seok-cheon : le Chef Hong Seok-cheon (épisode 1)
- Park Sang-myun : Ahn Sang-tae

## Accueil

### Accueil en Corée du Sud

#### Audiences
| Ep. | Date de diffusion | Audiences     | Audiences     | Audiences |
| Ep. | Date de diffusion | Nielsen Korea | Nielsen Korea | TNmS      |
| Ep. | Date de diffusion | National      | Séoul         | National  |
| --- | ----------------- | ------------- | ------------- | --------- |
| 1 | 22 septembre 2021 | 4.4%          | 4.9%          | N/A       |
| 2 | 23 septembre 2021 | 4.3%          | 4.5%          | N/A       |
| 3 | 29 septembre 2021 | 5.1%          | 4.8%          | N/A       |
| 4 | 30 septembre 2021 | 5.3%          | 5.4%          | N/A       |
| 5 | 6 octobre 2021    | 5.1%          | 5.0%          | 4.2%      |
| 6 | 7 octobre 2021    | 5.4%          | 5.5%          | 4.6%      |
| 7 | 13 octobre 2021   | 5.3%          | 5.4%          | 4.5%      |
| 8 | 14 octobre 2021   | 5.2%          | 5.3%          | 4.6%      |
| 9 | 20 octobre 2021   | 5.2%          | 5.4%          | 4.1%      |
| 10 | 21 octobre 2021   | 4.9%          | 4.9%          | 4.5%      |
| 11 | 27 octobre 2021   | 4.9%          | 5.1%          | 4.8%      |
| 12 | 28 octobre 2021   | 5.4%          | 5.6%          | 4.6%      |
| 13 | 3 novembre 2021   | 5.1%          | 4.8%          | 4.8%      |
| 14 | 4 novembre 2021   | 5.0%          | 5.1%          | 4.3%      |
| 15 | 10 novembre 2021  | 5.3%          | 5.5%          | 4.2%      |
| 16 | 11 novembre 2021  | 5.7%          | 5.7%          | 4.1%      |
| Moyenne | Moyenne           | 5.1%          | 5.2%          | —         |
| - Dans le tableau ci-dessus, les chiffres en bleu indiquent les audiences les plus basses et les chiffres en rouge indiquent les audiences les plus hautes. - N/A : données non-communiquées. |                   |               |               |           |

### Accueil dans les pays francophones
Le drama est bien reçu dans les pays francophones, du côté des spécialistes comme des spectateurs.
Dali & Cocky Prince figure dans la sélection établie par Jessica Cohen, la créatrice du magazine K-Society, dans l'ouvrage K-dramas : 100 séries télé coréennes incontournables. Sous le charme de l'actrice Park Gyu-young, l'autrice est également conquise par l'ensemble : « ce tableau télévisuel enchanteur offre un mélange harmonieux de romance, de comédie, de mystère, avec une légère touche de thriller. Dali, un nom très approprié, signature d'une toile de maître espagnol. Un voyage rafraîchissant dans le monde de l'art avec sa romance au premier plan ».
Dans son livre 101 k-dramas à voir absolument, la créatrice de contenus Kelly est également charmée par Park Gyu Young : « En tant que galeriste, elle nous épate avec son look de lady noble des temps modernes, [...] elle dégage de la grâce et fait corps et âme avec son personnage teinté d'humour, malgré son rang social pouvant prêter à une certaine rigidité ». Elle loue « l'esthétique générale, l'humour [et] les personnages hauts en couleur ». Elle affirme en outre que « le rythme est bon et mélange beaucoup de genres comme le thriller, l'angoisse, le mystère, la romance, l'humour... Pas de malentendus stupides, les dialogues sont fluides et matures sans être ennuyeux ». Elle déplore malgré tout certains clichés.
Le site spécialisé Nautiljon recense une moyenne de 8,4/10 ; SensCritique affiche une moyenne de 6,5/10.